# Ahlán
Ahlán es una obra de teatro lanzada en 1996 por Jerónimo López Mozo. El título significa ‘bienvenidos’ en árabe. Cuenta la historia de un inmigrante indocumentado de Marruecos que llegó a la costa sur de España y los viajes siguientes dentro España.

## Resumen
Ahlán trata de la historia de Larbi, un joven marroquí que cruza el Estrecho de Gibraltar en una patera para emigrar a España. Su meta es finalmente llegar a Barcelona. Cuando llega a España, busca un amigo de su familia se llama Abdul Jader, que tiene unas conexiones y recursos que ofrecer Larbi empieza su vida nueva en España. Para viajar a su pueblo, necesitaba viajar indocumentado con la ayuda de una prostituta y un camionero. Al final, encuentra a Abdul Jader, pero Larbi no está bienvenido por la razón de que los musulmanes no son aceptados en España. Entonces, Larbi es echado del cuidado de Abdul Jader. Más tarde, Larbi conoce a Rachid, un vendedor de tabaco de contrabando. Esta relación lleva a una relación con un narcotraficante, quien ofrece a Larbi un trabajo de vender hachís. Acepta pronto porque puede ganar más dinero vendiendo hachís que tabaco. Después de eso, Larbi se encuentra en unas situaciones peligrosas con la policía, un CIE, unas peleas y más situaciones complicadas antes de llegar a Barcelona.

## Temas importantes
- La obra es una de las únicas sobre el tema de inmigración indocumentada de Marruecos a España, y las dificultades de ser un inmigrante marroquí en España.
- Trata de las relaciones familiares de inmigrantes; la madre del personaje principal se anima ir a España pero es obvio que lo extrañara mucho.
- El racismo y la xenofobia están presentes en toda la obra. Hay unos casos de agravios racistas y personajes abiertamente denunciando marroquíes y/o inmigrantes por ser ladrones, narcotraficantes, y criminales por lo general. El significado del título es irónico porque Larbi, ni la mayoría de inmigrantes, están bienvenidos en España. Racismo implícito de la policía y figuras públicas también se pueden encontrar en la obra también.
- La falta de oportunidades de trabajo está mostrado en la obra por la abundancia de narcotraficantes y prostitutas quienes tienen estos trabajos por la necesidad, no la opción.
- También se muestra el tráfico de inmigrantes a través del Estrecho de Gibraltar como una empresa de ganancias económicas.

## Premios
- Premio Nacional de Literatura Dramática 1998.
- Premio Tirso de Molina 1996.[1]

## Aceptación pública
Ahlán es una de los primeros obras que cuenta la historia de un inmigrante marroquí en una manera «sin maniqueísmo». Entonces la obra se consideraban pionero por su inclusión de un personaje principal marroquí que se muestra como un protagonista quien no fue intrínsecamente mal. Porque siguió una época de opresión institucional de extranjeros, musulmanes, y otras minoridades, fue dudoso que tendría éxito.
En una entrevista con El País, Jerónimo López Mozo declaró que el público no debe reaccionar a sus obras con ninguna emoción excepto indiferencia. Según él, después de la dictadura de Franco no había ninguna censura social, solo “una censura económica”. Implicó que los deseos del público y los empresarios son los más importantes para un escritor.